# Chants grégoriens enregistrés par Gramophone en 1904
La première proposition de l'enregistrement du chant grégorien remonte en 1891. Il s'agissait d'un article dans la Musica sacra, revue du chant liturgique et de la musique religieuse, publiée à Toulouse. Selon l'auteur, il valait mieux que les moines de l'abbaye Saint-Pierre de Solesmes enregistrent leur interprétation du chant restauré. 
En 1904 à Rome, la Société Gramophone de Londres effectua une série d'enregistrements de ce chant, pour un certain nombre de disques (78 tours). Cette exécution était étroitement liée à l'officialisation de ce chant auprès de l'Église romaine dans sa liturgie, à la suite de l'élection de nouveau pape Pie X en 1903. Quelle que soit la qualité de l'exécution, les disques sortis en 1904 sont des témoignages des exécutants du chant grégorien.

## Histoire
La réforme auprès de l'Église romaine se commença au milieu du XIXe siècle, avec la restauration authentique du chant grégorien. Toujours soutenu, mais le mouvement s'avançait très lentement en luttant contre les opposants importants, tel le pape Léon XIII, jusqu'à ce qu'en 1901 expire 30 ans de privilège octroyé à l'Édition de Ratisbonne, dite néo-médicéenne. 

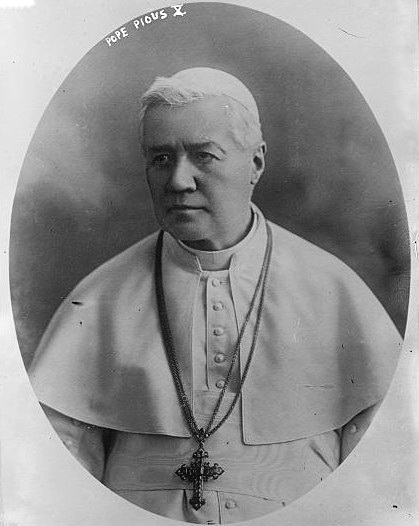
Les enregistrements étaient intimement liés à la reforme liturgique de saint Pie X.

Une fois le nouveau pape Pie X élu en 1903, la situation fut considérablement bouleversée. En novembre, avec son motu proprio Inter pastoralis officii sollicitudines, ce saint pape inaugura en effet une immense centralisation de la liturgie de l'Église, jamais vue dans l'histoire à l'exception de l'Admonitio generalis (789) de Charlemagne.
Le mois d'avril 1904 se distinguait surtout plusieurs événements en faveur du chant grégorien. Une semaine après Pâques, à savoir le 11 avril, le pape fit chanter une grande messe en grégorien, exécutée par 1 210 religieux demeurant à Rome, en rendant hommage à saint pape Grégoire Ier († 604). Il s'agissait du 13e centenaire de la disparition de ce grand pape ainsi que, notamment, saint patron du chant grégorien.  
La jeune entreprise britannique contribua donc aisément à progresser la reforme du Saint-Père contre la décadence liturgique depuis le XIXe siècle. Car, en bénéficiant de l'autorité de saint Grégoire le Grand, l'usage de l'Édition Vaticane était désormais obligatoire dans toutes les paroisses, quel que soit le privilège auparavant obtenu, quelle que soit l'édition en usage.    
D'ailleurs, selon l'Inter pastoralis officii sollicitudes (1903), plusieurs motets polyphoniques furent pareillement enregistrés, mais également dans la collection Canto Gregoriano : Palestrina (054758 et 054759), Andrea Gabrieli.
Certes, de nombreux dossiers dataient leurs enregistrements du 11 avril. Il est vrai que l'équipe de la société Gramophone concentrait singulièrement sur ce projet. Mais, selon une notice de la Bibliothèque nationale de France, s'agirait des disques tardivement enregistrés, complétés et octroyés au pape en novembre 1904.
Cet enregistrement fut intensivement étudié dans les années 1970, par Dr Mary Berry.

## Disques de la messe grégorienne par la schola papale (1904)

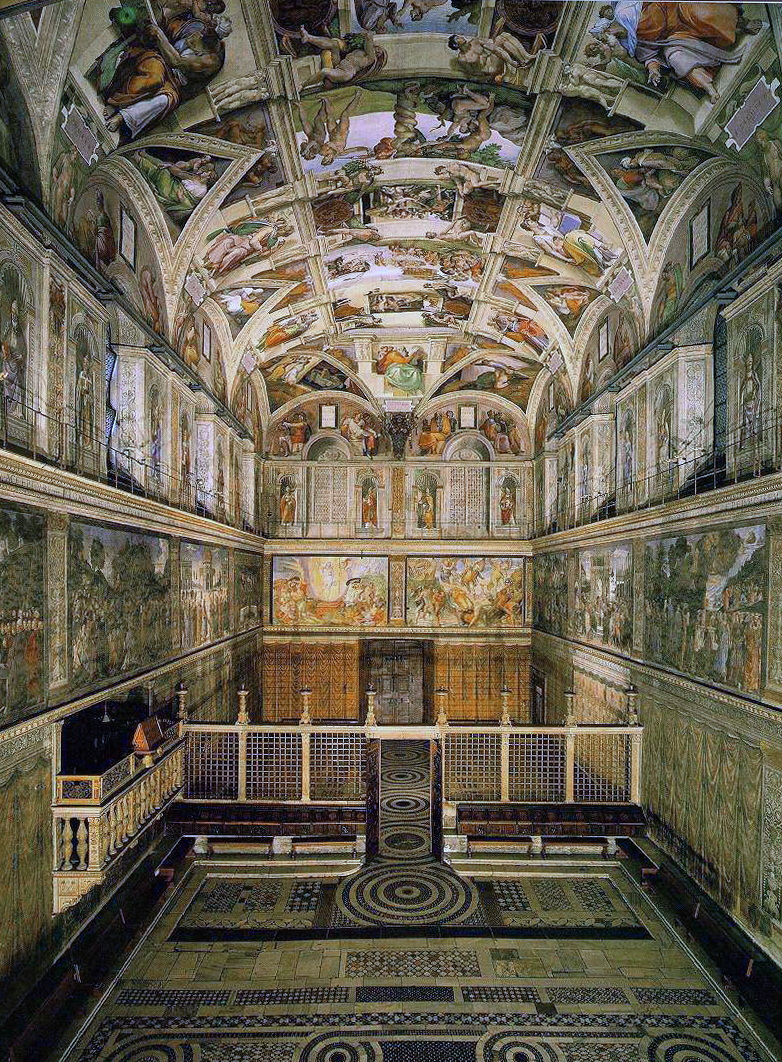
Chapelle Sixtine à laquelle Antonio Rella était le professeur du chant grégorien de plusieurs scholæ.

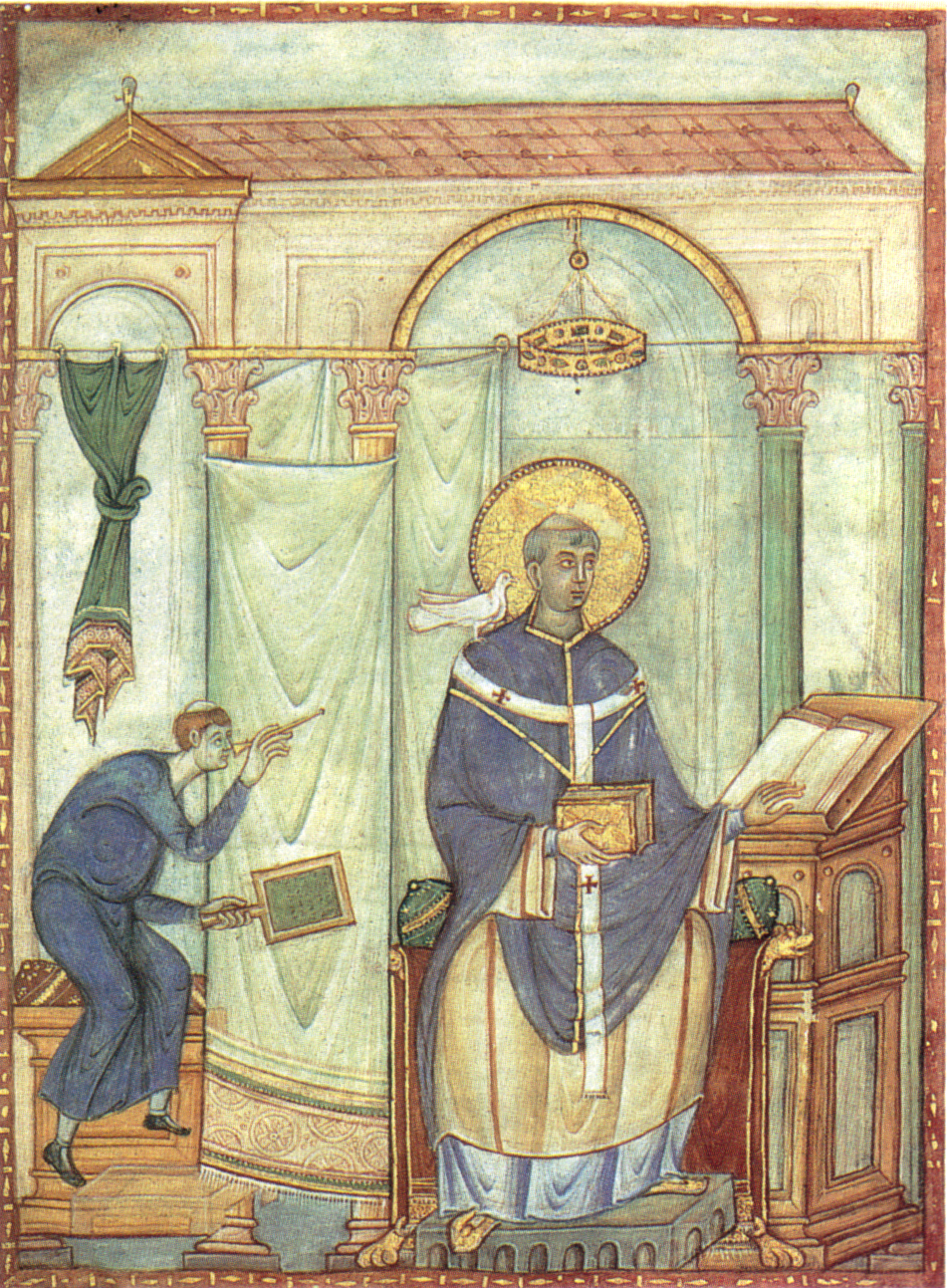
Saint Grégoire le Grand, docteur de l'Église (Registrum Gregorii de Trèves, vers 983).

Ceux qui concernent furent sortis, avec un label particulier, collection Canto Gregoriano, en soulignant « XIII Centenario di S. Gregorio Magno. » L'abbaye Saint-Pierre de Solesmes avait soigneusement préparé une version spéciale de notation, en faveur de cet enregistrement. En effet, non seulement il s'agissait d'un grand événement historique mais aussi la Société Gramophone avait proposé un enregistrement scientifique destiné aux études de spécialistes.
Certain chants étaient proprement choisis dans le répertoire de la fête de saint Grégoire le Grand, Pape et Docteur de l'Église, célébrée normalement le 3 septembre : introït Sacerdotes Dei, antienne de l'offertoire Veritas mea et celle de la communion Fidelis servus et prudens. De même, les deux alléluia sont des versions réservées au docteur de l'Église (Amavit eum Dominus et Justus germinabit). 
Au regard de la séquence Alma cohors una, il s'agit d'un texte médiéval consacré à saint Grégoire, et version restituée par un pasteur anglican H. M. Bannister :

« Chœur illustre, fais retentir à l'unisson les titres de louange, dont Grégoire est paré, resplendissant comme la lune, le soleil et les astres. »

- Antonio Rella et chœur de la chapelle Sixtine,
- 054762 : Introït pour prêtres « Sacerdotes Dei »
- 054751 : Kyrie VIII[10]
- 054752 : Gloria VIII
- 054763 : Alléluia accompagné du verset « Amavit eum Dominus » ainsi qu'Alléluia avec « Justus germinabit » en faveur du docteur de l'Église
- 054761 : Sequence « Alma cohors »
- 054753 : Credo III, première partie
- 054754 : Credo III, deuxième partie
- 054786 : Offertoire « Veritas mea » et Communion « Fidelis servus » (antiennes)
- 054760 : Sanctus IX et Agnus Dei IX

Aux États-Unis, d'autres références étaient attribuées par la Société Victor Record. L'enregistrement était intitulé The Gregorian High Mass :
- 71001 : Kyrie
- 71002 : Gloria
- 71003 : Alléluia
- 71004 : Credo, première partie[13]
- 71005 : Credo, deuxième partie[13]
- 71006 : Sanctus et Agnus Dei
- 71007 : Séquence

## Disques des discours et le reste (1904)
Le baron Rudolf Kanzler soulignait, lors de sa communication remerciant à Gramophone, un rôle important de l'enregistrement du chant grégorien, en citant la contribution de Charlemagne en faveur de ce chant. Selon le baron, si Charles le Grand avait pu profiter de l'enregistrement, un grand nombre d'écoles grégoriennes auraient été établies dans le monde entier.   

## Exécutants

### Chefs de chœur

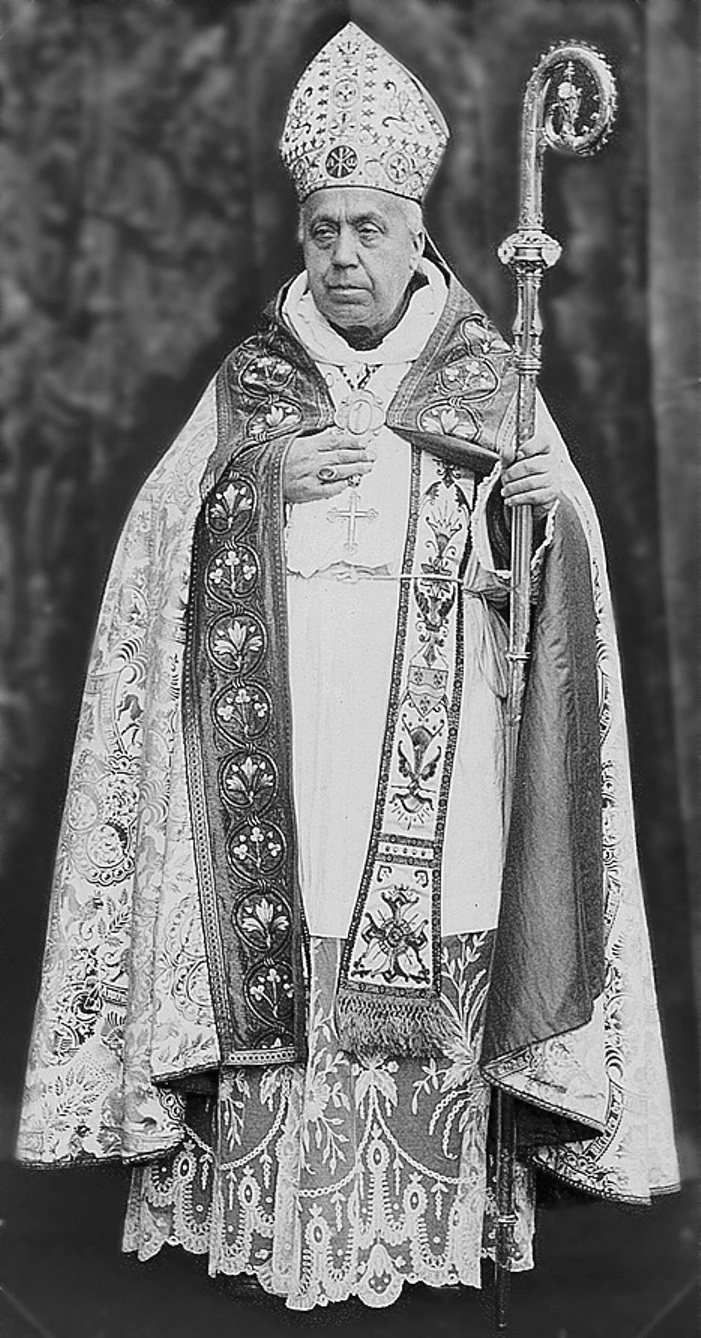
Dom Joseph Pothier.

Cinq membres de la commission pontificale de l'Édition Vaticane dirigèrent des scholæ pour l'enregistrement.
- Dom Joseph Pothier, Abbaye Saint-Wandrille de Fontenelle[h 3]
- Antonio Rella, Rome[h 3]

Musicologue, chef de chœur, professeur du chant grégorien, notamment celui des chœurs du Vatican ; il dirigea surtout 1 210 religieux de Rome, le 11 avril 1904, lors d'une grande messe en grégorien en faveur du centenaire de saint Grégoire Ier († 604).
- Dom André Mocquereau, Abbaye Saint-Pierre de Solesmes[h 3]

Ancien violoncelliste, depuis 1889 maître de chœur de ce monastère, fondateur de la schola grégorienne du Séminaire français de Rome en 1890
- Baron Rudolf Kanzler, Rome[h 3]
- Dom Henri-Laurent Janssens, Rome[h 3]

### Membre de la commission en tant qu'orateur
- Angelo de Santi (dit le Père de Santi), Rome[h 3]

### Scholæ grégoriennes
- Chœur de la chapelle Sixtine, Vatican

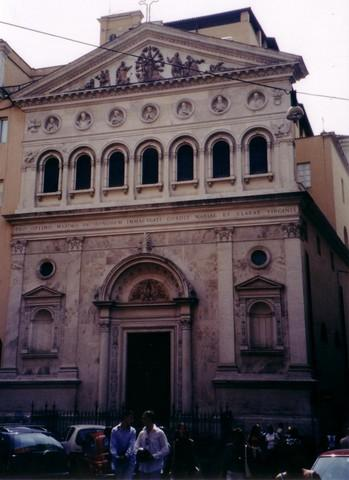
La schola de Sainta-Chiara.

- Chœur des élèves du Séminaire français de Rome

Cette schola grégorienne fut provisoirement créée en février 1890 auprès de ce séminaire situé à Sainta-Chiara. Lorsque Dom Mocquereau de Solesmes était arrivé à Rome en janvier afin de chercher les manuscrits, le supérieur du séminaire lui avait demandé d'effectuer une session grégorienne en faveur de ses élèves. Ce moine avait accepté cette invitation, à condition que soit formée une schola provisoire composée seulement d'une quinzaine d'étudiants pour la qualité d'exécution. Après la célébration du dimanche 3 mars, la schola exécuta de nouveau la messe en grégorien le dimanche suivant, devant de nombreux religieux invités. À la suite d'une appréciation considérable, le supérieur décida de maintenir définitivement cette schola. Aussitôt, celle-ci obtint une immense réputation à Rome, grâce à laquelle fut effectivement améliorée la connaissance du chant grégorien à la ville éternelle.
- Chœur bénédictin de Saint-Anselme, Rome

En dépit du privilège octroyé en 1870 à l'Édition de Ratisbonne, l'abbaye Saint-Pierre réussit en 1883 à sortir son Liber gradualis réservé singulièrement aux communautés bénédictines en France. Aussi la pratique du chant grégorien fut-elle d'abord établie dans cet ordre qui possédait son centre spirituel et culturel à Rome, Institut Saint-Anselme. La schola de cet établissement composée de 150 bénédictins effectua pareillement la célébration du centenaire de saint Grégoire, le 11 avril 1904, sous la direction de son recteur Dom Henri-Laurent Janssens. Elle chanta la même messe exécutée au sein du Vatican, hormis la séquence de saint Grégoire. En conséquence, les trois disques de Dom Janssens se composaient de quelques pièces de cette messe.

## Valeur de l'enregistrement
Premièrement, les disques contribuèrent considérablement à interpréter ce chant officiel jusqu'au Concile Vatican II. De nombreux maîtres de chapelle ainsi que chefs de chœur profitaient de cet enregistrement en faveur de leur exécution.   
Deuxièmement, tout comme prévu par la Société Gramophone, ceux-ci restent de précieuses sources des études grégoriennes, jusqu'ici. C'est la raison pour laquelle, dans la deuxième moitié du XXe siècle, un album composé de 3 Long play fut à nouveau sorti, intégrant tout le répertoire, y compris les discours. 
Ainsi, on peut y entendre la différence de l'interprétation entre deux restaurateurs du chant grégorien, Dom Joseph Pothier et Dom André Mocquereau. Tous les deux engageaient cette fonction artistique et scientifique auprès de l'abbaye Saint-Pierre de Solesmes, et finalement, le deuxième succéda au premier. Toutefois, Dom Pothier était un spécialiste du texte latin alors que Dom Mocquereau était essentiellement musicien, ancien violoncelliste. L'analyse par Dom Hervé Courau peut être effectivement soutenue de ces enregistrements : 

« On oppose souvent les écoles liées aux deux noms majeurs de la restauration grégorienne, Dom Pothier et Dom Mocquereau. Elles correspondent en effet à deux directions différentes. Dom Pothier fait découler tout le rythme du seul mot latin. Dom Mocquereau en musicien qu'il est plaide pour le primat du rythme musical, en dehors des passages syllabiques (donc dans les pièces ornées). Ces deux grands moines avaient chacun son tempérament : le premier avait une âme de chercheur et une grosse capacité de travail, mais approximatif et ennemi de cadres rigides, il procédait par intuition plus que par déductions rigoureuses ; le second eut son chemins de Damas en la matière, le jour où il fit le lien entre l'art musical authentique qu'il appréciait en connaisseur expérimenté — il était violoncelliste — et les vestiges fragiles de la musique sacrée antique qu'il avait, par obédience, mission de faire revenir à la vie. La notion de pédagogie musicale surtout les différencie. ......... La force du mouvement grégorien de la première partie du XXe siècle tient pour l'essentiel à ce jumelage entre une pédagogie rigoureuse, minutieuse et précise avec la science et l'expérience du grand moine. »

— Dom Hérve Courau (musicologue grégorien et abbé du monastère Notre-Dame de Triors), Quelques questions sur le Grégorien, p. 24